# 哈尔滨师范大学附属中学
哈尔滨师范大学附属中学（Harbin Normal University High School）位于中国黑龙江省哈尔滨市南岗区，是华夏基金会“国家示范性高中建设项目学校”，是教育部“全国百所普通高中特色项目学校”，是黑龙江省首批省重点中学之一。
学校创办于1958年，1963年，学校被黑龙江省教育厅确定为省级重点中学，1999年被教育部确认为华夏基金会资助的“全国示范性普通高中建设项目学校”（全国四所之一），2000年9月，首批通过了省级示范性高中评审验收。
截至2011年4月，学校占地面积9万平方米，建筑面积6万平方米，开设有45个班级人，在校学生近3000人，在岗教师200人。哈尔滨人通常称此校为“师大附中”。

## 历史
哈尔滨师范大学附属中学创建于1958年8月，建校初期是一所普通中学，招收初一4个班新生，从市12中、19中拨来初二4个班，从市7市、9中拨来初三4个班，在9月1日正式开学。
1963年5月，学校被确定为省重点中学。
1966年5月，“文化大革命”开始，使该校省级重点中学的形象受到严重损坏。
1968年3月，学校成立了“三结合”的革命委员会，本着就近入学的原则从附中附近的小学开始招收初中新生。
1970年，附中划归市区领导，更名为哈尔滨市第106中学。
1972年，附中又重新划归哈师院领导。
1978年，黑龙江省教育厅重新确认该校为省首批办好重点中学。
1980年1月，随着哈尔滨师范学院升格为哈尔滨师范大学，附中正式更名为哈尔滨师范大学附属中学。
1985年6月，哈师大任命王殿安为校长、吴绍春继续担任党总支书记，在附中正式实行校长负责制。
1994年8月，“公、诚、勤、毅”四个字做为学校的校训。
1999年9月，教育部基教司确认该校为华夏基金会赞助的国家级示范高中建设项目学校（全国四所之一）。
2000年9月27至29日，黑龙江省教育厅组织由领导及专家组成的评审组对该校申报省示范高中进行评估验收，并达到标准成为黑龙江省首批示范高中。